# Pachrophylla stenopterata
Pachrophylla stenopterata là một loài bướm đêm trong họ Geometridae.